# Brachymeria compsilurae
Brachymeria compsilurae är en stekelart som först beskrevs av Crawford 1911.  Brachymeria compsilurae ingår i släktet Brachymeria och familjen bredlårsteklar. Inga underarter finns listade.